# Metalopha grisea
Metalopha grisea är en fjärilsart som beskrevs av Ludwig Osthelder 1933. Metalopha grisea ingår i släktet Metalopha och familjen nattflyn. Inga underarter finns listade i Catalogue of Life.